# Erich Mehliß
Erich Mehliß, auch Erich Mehliss (* 16. November 1899 in Linz am Rhein; † 26. Oktober 1972 in Linz) war ein deutscher Verwaltungsjurist und wirkte als Landrat in den pommerschen Landkreisen Greifenhagen (1934) und Belgard an der Persante (1935–1945).